# メビウスの瞳
『メビウスの瞳』（メビウスのひとみ）はスターダストレビュー13枚目のシングル。1987年10月25日に発売された。

## 収録曲
全曲編曲：三谷泰弘 作曲：根本要
1. メビウスの瞳
作詞：篠原仁志
2. 君のために
作詞：根本要/手島昭